# Ichneutes stigmaticus
Ichneutes stigmaticus är en stekelart som beskrevs av Charles Thomas Brues 1933. Ichneutes stigmaticus ingår i släktet Ichneutes och familjen bracksteklar. Inga underarter finns listade i Catalogue of Life.